# 阿狸
阿狸為中國一以狐狸為造型的卡通人物。作者為北京清华大学美术学院视觉传达专业硕士学位毕业的Hans（本名徐瀚）。在大中華地區，阿狸之卡通形象被廣泛使用於MSN、QQ、百度貼吧之表情图，並有推出四格漫畫及短片。2006年，作者徐瀚首度在互联网上发布了阿狸的故事，至2018年3月，阿狸累计拥有超过2000万的线上粉丝，超过300万绘本销量，超过8亿次的2D动画累计播放量，及超过2亿次的3D动画累计播放量。2018年2月24日公布的中国文化艺术政府奖第三届动漫奖中，阿狸获得『最佳动漫形象』的荣誉。

## 角色設定

主要人物

- 阿狸

故事主角，男性紅色小狐狸。
生日3月16日，雙魚座
愛吃雞肉捲，性格可愛、孩子氣，一直相信童話。
- 桃子

女性粉色狐狸，阿狸的女朋友。
天秤座
喜好做飯、寫信，性格善良、小傲嬌跟小小的公主病。
- 影子

藍色不明生物。阿狸的影子及心靈夥伴。
雙子座
性格聰明感性，擁有糟糕記性。
- 大熊

男性棕熊。阿狸的好朋友。
金牛座
性格老實、忠誠、膽小。
- 米卡

米粉色兔子。住在阿狸鄰居小鎮上的朋友，很富裕。
天蠍座
四次元神經質，愛貪小便宜。

## 相關書籍作品
- 阿狸·永远站（ISBN 9787538552041 ）。
- 阿狸梦之城堡 （ISBN 9787545202267 ）。
- 阿狸·尾巴

## 动画

### 阿狸·信燕
在这个忙碌而快速的时代，有多少人还记得提笔写信时的忐忑和等候回信时的期待呢？在童话的世界里，有一种白色的信燕，可以把思念读给远方的人。
发布时间
- 2011年2月14日

制作人员
- 导演：吴一吻（第一、二章）、刘婷（第三、四章）
- 编剧：Hans

配音人员
- 阿狸：山新（第一章）、刘婧荦
- 桃子：山新
- 信燕：叫兽
- 旁白：叫兽
- 其他：佳宜

主題曲
- 《Okuribito》 Shine Of Snow
- 《Okuribito》 Kizuna
- 《5 Centimeters per Second》 樱花抄

放送时间
| 名称   | 时间                     |
| ------ | ------------------------ |
| 第一章 | 2011年2月14日（情人节）  |
| 第二章 | 2011年8月5日（七夕节）   |
| 第三章 | 2011年12月26日（圣诞节） |
| 第四章 | 2012年2月14日（情人节）  |

### 阿狸·丢东西的娃娃
这个世上有许多娃娃。我们见过很多很多。微笑的，哭泣的，冷酷的，流落在街角的，拥挤在床头的…他们或许已经忘记自己来自哪里、要去往何处。但是，他们都在等着我们去拥抱。“你在找什么？”。有一天，阿狸碰见了丢东西的娃娃。娃娃到底丢了什么，这一次，让我们随着动画片一起，去寻找……
发布时间
- 2012年8月31日

制作人员
- 监制：Hans
- 脚本：X

配音人员
- 阿狸：山新
- 娃娃：山新
- 女孩：山新
- 神父：叫兽
- 旁白：Hans

主題曲
- 《没有谜底的谜语》
作词/作曲：周天然、编曲/混音：刹那之光、和声：洪叶&周天然、演唱：Hans

放送时间
| 名称 | 时间           |
| ---- | -------------- |
| 上集 | 2012年8月31日  |
| 下集 | 2012年11月26日 |

### 阿狸梦之岛·我的云
你可能不知道，所有那些快乐和悲伤的事，你不是独自经历。若有一天，遇见一朵飞不高的小小云，你便能听见阿狸轻轻说着他的故事：
【不管晴天雨天，我知道，在天上很远很远的地方，有一朵我的云。】
发布时间
- 2013年2月14日

制作人员
- 导演：王欢
- 编剧：薄荷映像、徐翰

配音人员
- 阿狸：山新
- 小小云：程愿
- 旁白：徐翰

## 電影
阿狸的首部電影作品《阿狸》於2024年上映，後因故延後上映，目前上映時間未定；由阿狸作者徐瀚（Hans）擔任導演及編劇，並由阿狸的創作團隊北京夢之城文化及華視娛樂共同出品。

## 外部連結
- 官方网站
- 阿狸Facebook官方粉絲頁
- 阿狸夢之城(台灣官方網站)
- 作者徐瀚Hans新浪微博 （页面存档备份，存于）
- 阿狸新浪微博 （页面存档备份，存于）